# Nangga
Nangga is een bestuurslaag in het regentschap Oost-Soemba van de provincie Oost-Nusa Tenggara, Indonesië. Nangga telt 744 inwoners (volkstelling 2010).